# 马尔赛-圣拉德贡德
马尔赛-圣拉德贡德（法語：Marsais-Sainte-Radégonde）是法国卢瓦尔河地区大区 旺代省的一个市镇，位于该省东南部，属于丰特奈勒孔特区。该市镇2009年时的人口 为489人。

## 人口
马尔赛-圣拉德贡德人口变化图示
| 数据来源：INSEE |